# کافیا
کافیا تیره ای از گیاهان گل‌دار از خانواده روناسیان است و دارای حدود ۳۳۳ گونه در ۱۱ جنس است. نمایندگان آن در مناطق گرمسیری و جنوب آفریقا، ماداگاسکار، غرب اقیانوس هند، مناطق گرمسیری و نیمه گرمسیری آسیا و کوئینزلند یافت می‌شوند.